# Enobosarm
Enobosarm, también conocido como ostarina, es un modulador selectivo de receptor androgénico (SARM) en investigación desarrollado por GTX, Inc para el tratamiento de ciertas condiciones como el desgaste muscular y la osteoporosis. Antes estaba bajo el desarrollo de Merck & Company.

## Química
Según un artículo del 2009 firmado por GTx, "se advierte a los lectores de que el nombre ostarina se relaciona a menudo erróneamente con la estructura química [S-4], el cual se conoce también como andarina. La estructura química de la ostarina aún no se ha publicado". Un análisis del 2009 declaró que "recientemente GTx reveló que el compuesto 5 había avanzado en los ensayos clínicos. La solicitud de patente daba información detallada de un ensayo inicial en Fase IIA (Prueba de Concepto). No se declara explícitamente que el compuesto 5 sea ostarina (MK-2866).

## Historia
GTx, Inc se fundó en Memphis en 1997 y obtuvo derechos de licencia para enobosarm por parte de la Fundación de Investigación de la Universidad de Tennessee. Karen Veverka y Michael Whitt inventaron los compuestos SARM de Tennessee y más tarde se unieron a la compañía.
Para el 2007 enobosarm ya había llegado a la Fase II, y ese mismo año GTx firmó un acuerdo de licencia exclusivo por su programa SARM con Merck & Co. El trato finalizó en 2010.
En agosto de 2013 GTx anunció que enobosarm no había superado la Fase III de dos ensayos clínicos para tratar el desgaste en personas con cáncer de pulmón e informó que en ese momento tenían planeado intentar que lo aprobaran en Europa. La compañía había invertido unos 35 millones de dólares en el desarrollo de ese medicamento y todavía estaban desarrollando el GTx-758 para el cáncer de próstata resistente a la castración.
En 2016 GTx empezó los ensayos en Fase II para ver si el enobosarm podía ser efectivo contra la incontinencia urinaria por estrés en mujeres.

## Sociedad y cultura

### Dopaje
Los SARM, entre los cuales se incluye el enobosarm, pueden utilizarse y han sido utilizados por los atletas como una ayuda para el entrenamiento y un aumento de la resistencia física, pudiendo producir efectos similares a los esteroides anabólicos. Por este motivo, la Agencia Mundial Antidopaje prohibió los SARM en enero de 2008, a pesar de que no haya ningún medicamento de esta clase en uso clínico y se hayan desarrollado análisis de sangre para todos los SARM conocidos. Ya hay casos famosos de dopaje con enobosarm en atletas profesionales.
En mayo de 2017 Dynamic Technical Formulations retiró todos los lotes de Tri-Ton, un suplemento dietético que la FDA había analizado y había resultado contener enobosarm y andarina.